# 埃克蒂 (印地安納州)
埃克蒂（英語：Eckerty）是位於美國印地安納州克勞福德縣的一個非建制地區。該地的面積和人口皆未知。

## 地理
埃克蒂的座標為38°19′13″N 86°36′43″W / 38.32028°N 86.61194°W，而該地的平均海拔高度為227米（即745英尺）。